# Graben 1402-Jühnsdorf
Der Graben 1402-Jühnsdorf ist ein Meliorationsgraben auf der Gemarkung von Jühnsdorf, einem Ortsteil der Gemeinde Blankenfelde-Mahlow in Brandenburg.

## Verlauf
Der Graben besteht aus einem verzweigten Wegenetz, das landwirtschaftlich genutzte Flächen nördlich und westlich von Jühnsdorf entwässert. Diese befinden sich südlich der Bundesautobahn 10, die nördlich des Dorfes in West-Ost-Richtung verläuft. Die Flächen werden von der Landstraße 792 durchschnitten, die von Südwesten kommend in den Ort führt. Die Gräben entwässern vorzugsweise in südöstlicher Richtung kurz vor dem Rangsdorfer See in einen weiteren Meliorationsgraben, den Graben 1401-Jühnsdorf.
Ein Bestandsaufnahme im Rahmen eines Maßnahmenprogramms für die Elbe zeigte auf, dass der Graben durch Versickerung, Erosion, Ableitung und Drainagen sowie Änderung in der Bewirtschaftung und Aufforstung belastet ist.